# Coalville (Utah)
Coalville é uma cidade localizada no estado norte-americano de Utah, no Condado de Summit.

## Demografia
Segundo o censo norte-americano de 2000, a sua população era de 1382 habitantes.
Em 2006, foi estimada uma população de 1419, um aumento de 37 (2.7%).

## Geografia
De acordo com o United States Census Bureau tem uma área de
8,4 km², dos quais 7,4 km² cobertos por terra e 1,0 km² cobertos por água. Coalville localiza-se a aproximadamente 1700 m acima do nível do mar.

## Localidades na vizinhança
O diagrama seguinte representa as localidades num raio de 28 km ao redor de Coalville.